# لیلیانا موگوشا
لیلیانا موگوشا (صربی: Љиљана (Мугоша) Вучевић؛ زادهٔ ۱۰ آوریل ۱۹۶۲) بازیکن هندبال اهل یوگسلاوی بود.